# Bocaconodon
Bocaconodon (що означає «конічний зуб La Boca») — ранній рід ссавцеподібних, який жив у плінсбахії (ранній юрі) і був знайдений у Тамауліпас, Мексика. Він відомий лише з часткової правої нижньої щелепи з двома кутніми зубами та частиною третього зуба, знайденого в каньйоні Хуізачаль, «алевроліт Плінсбахійської заплави у формації Ла Бока». Типовий вид, Bocaconodon tamaulipensis (посилається на Тамауліпас, де був знайдений голотип), був названий і описаний у 2008 році.